# 拖船埠站
拖船埠站是沪昆线K817+477的铁路车站，位于江西省宜春市丰城市拖船镇，建于1936年，目前为三等站，邮政编码为331100。车站于1936年竣工通车，后因战争损毁，1947年修复，2006年9月车站停办客货运业务:1432，后建成丰城电厂专用线，现仅办理专用线、专用铁路货运作业。
车站设有2条正线、8条到发线，株洲段咽喉设有一条牵出线：其中沪昆线部分共4条股道（含正线）。丰城电厂专用线自拖船埠站出岔，长6.8公里。电厂站设有两场，其中二场原设有2股重车线、2股空车线、1股机走线；一场另设有往张塘线梅林站的专用线。2016年丰电三期项目计划在车站修建3条调车线，后因电厂于2019年发生安全事故而停建。2022年5月复建，改为增建2条股道，2022年10月25日完工。